# Numenius phaeopus

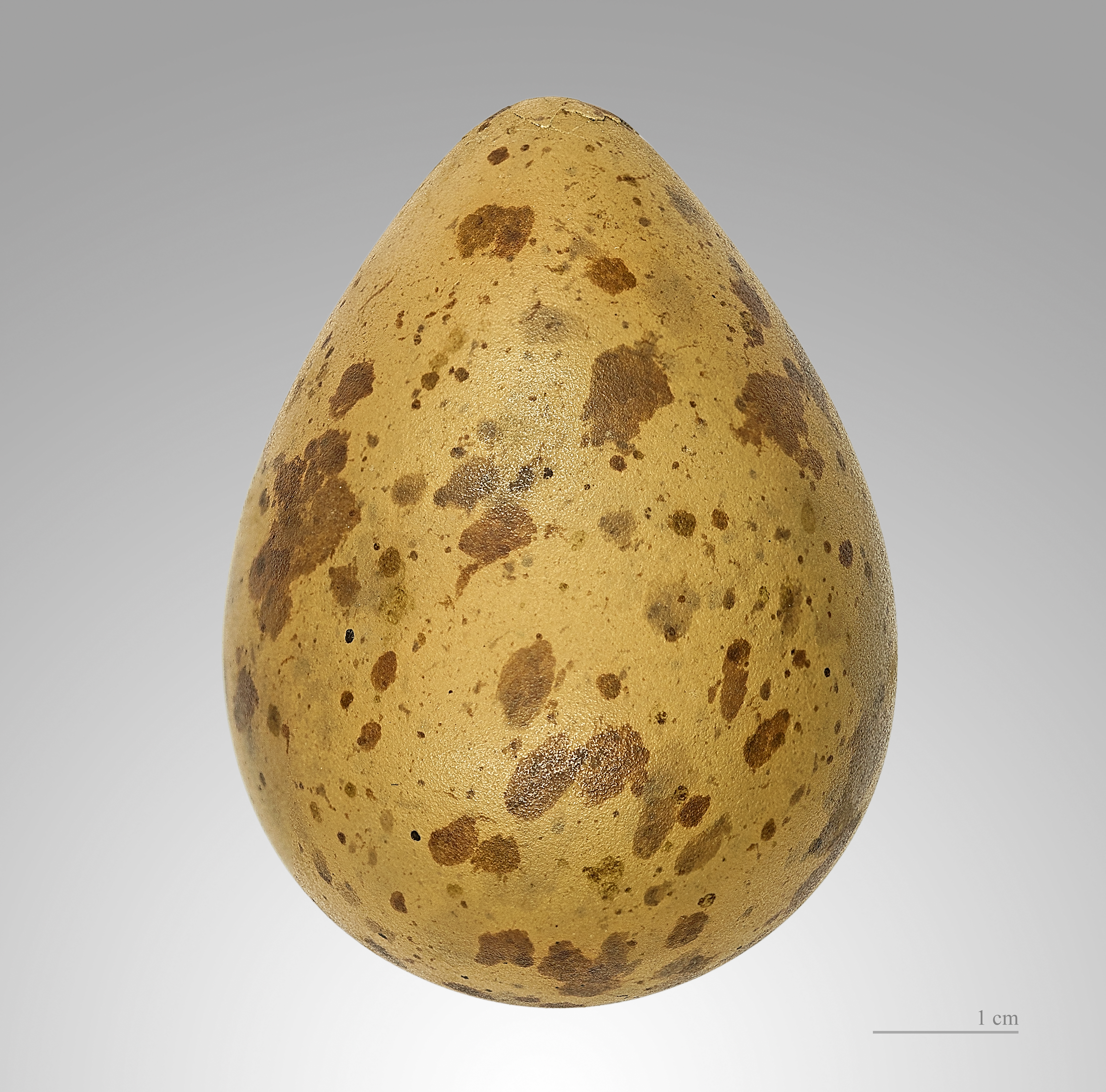
Numenius phaeopus

Il chiurlo piccolo (Numenius phaeopus Linnaeus, 1758) è un uccello della famiglia degli Scolopacidae dell'ordine dei Charadriiformes.

## Sistematica
Numenius phaeopus ha cinque/sei sottospecie:
- N. phaeopus alboaxillaris
- N. phaeopus hudsonicus, elevato da alcuni autori al rango di specie (Chiurlo dell'Hudson, Numenius hudsonicus Latham, 1790)
- N. phaeopus islandicus
- N. phaeopus phaeopus
- N. phaeopus rufiventris
- N. phaeopus variegatus

## Distribuzione e habitat
Questo chiurlo ha il più vasto areale distributivo tra i chiurli. Vive infatti in tutto il mondo, con l'eccezione dei deserti. Manca anche in Paraguay, Uruguay e Laos.